# 2007 en Afrique
Liste d'évènements de l'année 2007 en Afrique, sauf dans les pays ayant leur propre article.

## Organisations internationales

### Union africaine
- Le 8e sommet de l’Union africaine s’est tenu du 28 au 31 janvier 2007 à Addis-Abeba. Le Darfour et la Somalie ont été les principaux points à l’ordre du jour. Le président de la Commission de l'Union africaine Alpha Oumar Konaré a lancé « un appel à nos frères soudanais, gouvernement et rebelles, pour que la paix revienne au Darfour, pour qu'ils arrêtent les attaques et les bombardements » et a appelé les pays africains à mettre en place rapidement la force de paix en Somalie[1].
  - Le président ghanéen, John Kufuor, a été choisi pour assurer la présidence de l'Union africaine pour l'année 2007[2].
  - Les chefs d’État et de gouvernement ont désigné cinq « sages », personnalités africaines hautement respectées qui ont apporté une contribution exceptionnelle à la cause de la paix, de la sécurité et du développement sur le continent : Brigalia Bam, présidente de la Commission électorale indépendante de l'Afrique du Sud, Élisabeth Pognon, ancienne présidente de la Cour constitutionnelle du Bénin, Salim Ahmed Salim, ancien secrétaire général de l'Organisation de l'unité africaine (OUA) et actuel envoyé spécial de l'Union africaine au Darfour, Miguel Trovoada, ancien président de Sao Tomé-et-Principe et Ahmed Ben Bella, ancien président algérien. Ces 5 sages pourront se prononcer sur toutes les questions liées à la promotion et au maintien de la paix, de la sécurité et de la stabilité en Afrique[3].
  - Le secrétaire général des Nations unies, Ban Ki-moon, est intervenu à la séance d’ouverture pour présenter son plan d’action pour l’Afrique, notamment sur les conflits et les conséquences du réchauffement climatique[4].
- Le 9e sommet des chefs d’État et de gouvernement de l’Union africaine s’est ouvert le 2 juillet à Accra (Ghana). L’ordre du jour porte sur la constitution d’un gouvernement africain pour préparer les États-Unis d’Afrique. Les dirigeants africains sont partagés sur cette question. Le président libyen Mouammar Kadhafi qui mène le combat pour cette idée, est soutenu par le président sénégalais Abdoulaye Wade et le président gabonais Omar Bongo Ondimba. À l’opposé, le président sud-africain Thabo Mbeki trouve prématuré l’institution de ce gouvernement panafricain et préfère un renforcement des organisations sous-régionales[5]. Le président de la commission de l’Union africaine, Alpha Oumar Konaré a apporté son soutien au projet de gouvernement panafricain en déclarant que « La bataille pour les États-Unis d'Afrique est la seule qui vaille pour notre génération, la seule capable d'apporter des réponses aux mille problèmes des populations africaines »[6].

### Communauté des États sahélo-sahariens
Le 9e sommet de la Cen-Sad s'est tenu les 2 et 3 juin à Syrte (Libye), sous la présidence du chef d'État libyen Mouammar Kadhafi, président en exercice de l'organisation. L'ordre du jour portait sur la sécurité alimentaire, la gestion des ressources naturelles et la création d'une zone de libre-échange. La Cen-Sad a accueilli deux nouveaux pays: La Guinée et les Comores. Les dirigeants africains ont lancé des appels à la paix en Somalie et au Soudan, où ils exhortent les différentes partis à entériner l'accord de paix et refusent l'intervention des forces étrangères.

### Communauté économique des États de l'Afrique de l'Ouest
- Sommet de Ouagadougou: le 31e sommet de l’organisation ouest africaine s’est tenu à Ouagadougou (Burkina Faso) le 19 janvier 2007. La Gambie et le Cap-Vert étaient absents de ce sommet. Au niveau institutionnel, le sommet a adopté la transformation du secrétariat exécutif par une commission, présidée par le ghanéen Mohamed Ibn Chambas. Le président burkinabé Blaise Compaoré devient président en exercice. La crise ivoirienne et la grève générale déclenchée par les syndicats et l’opposition en Guinée ont également été à l’ordre du jour[9]. La CEDEAO a décidé l’envoi d’une médiation régionale composée des présidents sénégalais Abdoulaye Wade et nigérian Olusegun Obasanjo[10].
- Sommet d'Abuja: les chefs d’État de la CEDEAO se sont réunis à Abuja pour le 32e sommet de l’organisation ouest africaine. Ils ont adopté la « Vision stratégiques » consistant à transformer l’Afrique de l’ouest en une région sans frontière d’ici à 2020[11].

### Communauté économique et monétaire de l'Afrique centrale
Le 8e sommet de la Communauté économique et monétaire de l'Afrique centrale (CEMAC) s’est tenu à Ndjamena (Tchad) en présence des présidents équatoguinéen Teodoro Obiang Nguema Mbasogo, tchadien Idriss Déby Itno, centrafricain François Bozizé, congolais Denis Sassou-Nguesso, gabonais Omar Bongo Ondimba, saotoméen Fradique de Menezes et du Premier ministre camerounais Ephraïm Inoni, ainsi que du président Libyen, Mouammar Kadhafi, invité d’honneur. Dans leur déclaration finale, les chefs d’États et de gouvernement de l’organisation ont appelé à l’édification des États-unis d’Afrique.

### Marché commun des États d'Afrique australe et de l'Est
- Le 12e sommet des chefs d'État du Marché commun des États d'Afrique australe et de l'Est (Comesa) s’est tenu à Nairobi les 22 et 23 mai 2007 en présence des présidents zimbabwéen Robert Mugabe, rwandais Paul Kagame, djiboutien Ismaïl Omar Guelleh, kenyan Mwai Kibaki, zambien Levy Mwanawasa, du Premier ministre éthiopien Meles Zenawi, du premier vice-président soudanais Salva Kiir et du roi du Swaziland Mswati III. L’ordre du joue portait notamment sur l’adoption d’un accord fixant les modalités d’une union douanière pour 2008. Mwai Kibaki a pris la présidence tournante de l’organisation et Robert Mugabe est devenu vice-président[13].

### Autres organisations
- Forum Social Mondial : la 7e édition du Forum social mondial s'est déroulée à Nairobi, au Kenya du 20 au 25 janvier 2007[14]. Il a réuni 57 000 participants[15].
- Autorité du bassin de la Volta : le 19 janvier 2007 à Ouagadougou, en marge du sommet de la Communauté économique des États de l'Afrique de l'Ouest, les chefs d’État des pays ont en partage le bassin de la Volta ont procédé à la signature de la convention portant statut du fleuve Volta et création de l’Autorité du bassin de la Volta. Blaise Compaoré, président du Burkina Faso a été désigné comme président en exercice de la conférence des chefs d’État de l’Autorité pour un mandat de deux ans[16].
- Forum des peuples :la 6e édition du rassemblement altermondialiste s'est déroulée à Sikasso au Mali du 4 au 8 juin 2007 avec des représentants des mouvements sociaux de plusieurs pays africains (Mali, Bénin, Burkina Faso, Côte d'Ivoire, Sénégal, Guinée) et occidentaux[17]. Les participants ont dénoncé une baisse de l'aide au développement vers l'Afrique de la part des pays du Groupe des huit contrairement à leurs promesses faites en 2005 en Écosse[18].

## Relations internationales

### Avec l'Europe
- Le deuxième Sommet Union européenne/Afrique a réuni les 8 et 9 décembre 2007 à Lisbonne (Portugal) les chefs d’État et de gouvernement de 53 pays africains, ainsi que le président de la Commission de l'Union africaine, Alpha Oumar Konaré, et de 27 pays européens. Le Royaume-Uni a décidé de boycotter ce sommet en raison de la présence du président zimbabwéen Robert Mugabe. Les participants ont adopté une déclaration posant les principes d’un partenariat d’égal à égal entre l’Europe et l’Afrique. Alpha Oumar Konaré demande un « devoir de mémoire vis-à-vis de la traite négrière, de la colonisation, de l'apartheid, du génocide rwandais ». Le dirigeant libyen Mouammar Kadhafi a appelé les Européens à rembourser les ressources « volées » lors de la colonisation ou alors à se tenir prêts à accueillir les migrants africains chez eux. les dirigeants africains ont exprimé leur opposition aux accords de partenariats économiques que l’Union européenne souhaite signer avec les pays africains[19].

## Politique

### Élections
- Algérie : aux élections législatives, le Front de libération nationale (FLN), dirigé par le chef du gouvernement algérien Abdelaziz Belkhadem, est arrivé en tête avec 136 sièges sur 389, selon le bilan préliminaire annoncés par le ministre de l'Intérieur et des Collectivités locales Noureddine Yazid Zerhouni. Le Rassemblement national démocratique (RND), conduit par l'ancien chef du gouvernement Ahmed Ouyahia, et le Mouvement de la société pour la paix (MSP, islamiste modéré) arrivent respectivement en 2e et 3e positions avec 61 et 52 sièges. Le Scrutin s'est déroulé dans le calme mais avec une faible participation de 35,65 %. La veille de l'élection, un attentat à la bombe avait frappé la ville de Constantine, faisant au moins un mort. Al-Qaida au Maghreb islamique (ex Groupe salafiste pour la prédication et le combat) avait appelé au boycott, menaçant les électeurs de commettre "un grand péché" en y participant[20].
- Burkina Faso : les élections législatives organisées le 6 mai 2007 ont été remportées par le Congrès pour la démocratie et le progrès (CDP).
- Gabon : des élections législatives partielles étaient organisées le 10 juin 2007 dans 20 circonscriptions où les élections législatives de décembre 2006 avaient été invalidées par la cour constitutionnelle. Le Parti démocratique gabonais (Pdg, au pouvoir) a remporté 11 des 20 sièges. Le Pdg dispose de la majorité absolue au parlement[21].
- Gambie : les élections législatives ont eu lieu le 25 janvier. 99 candidats se sont présentés dans les 48 circonscriptions[22].L'Alliance patriotique pour la réorientation et la construction, parti présidentiel, a remporté largement ces élections avec 42 sièges.
- Kenya : des élections générales, dont l’élection présidentielle, étaient organisées le 27 décembre 2007. Elles sont le point de départ d’une crise politique entre les partisans du président sortant Mwai Kibaki et ceux du candidat de l’opposition, le dirigeant du Mouvement démocratique orange (ODM) Raila Odinga. Le président sortant Mwai Kibaki est déclaré élu alors que l’opposition dénonce des fraudes massives. Des violences éclatent entre les deux camps et se poursuivent sur le début de l’année 2008.
- Lesotho : Des élections législatives se sont déroulées dans le calme dans les 80 circonscriptions du pays. Alors qu’une mission de la Communauté de développement d'Afrique australe (SADC) estimait que les opérations de vote avaient été dans l’essentiel "crédibles, paisibles et transparentes », Tom Thabane, qui mène la Convention basotho (ABC) déplore des fraudes importantes[23]. Elles ont été remportées par le Congrès du Lesotho pour la démocratie (LCD) du Premier ministre Pakalitha Mosisili[24].
- Madagascar : les élections législatives du 23 septembre 2007 ont été remportés par le parti Tiako i Madagasikara (TIM, j'aime Madagascar) qui a obtenu 106 sièges sur 127[25].
- Mali :
  - L’élection des conseillers nationaux s’est déroulée le 18 mars 2007.
  - L'élection présidentielle s'est déroulée dans le calme le 29 avril 2007. Le président sortant Amadou Toumani Touré a été réélu au premier tour avec plus de 70 % des voix mais l'opposition conteste ces résultats.
  - Les élections législatives ont eu lieu en juillet. Elles ont été remportées par les partis ayant soutenu Amadou Toumani Touré, membres de l'Alliance pour la démocratie et le progrès (ADP).
- Mauritanie :
  - Les élections sénatoriales se déroulent les 22 janvier (1er tour) et le 4 février (second tour). À l'issue du premier tour, 38 sièges ont été pourvus sur les 56, dont 23 sièges remportés les candidats indépendants et 8 par Coalition des forces du changement démocratique (opposition à l’ancien président Maaouiya Ould Taya[26].
  - Le premier tour de l’élection présidentielle mauritanienne de 2007, s’est tenu le 11 mars 2007 dans le calme à l’exception d’une attaque armée contre un bureau de la préfecture à Kaedi entraînant la mort d’un garde. Sidi Ould Cheikh Abdallahi est arrivé en tête, suivi de Ahmed Ould Daddah[27] Au second tour, Sidi Ould Cheikh Abdallahi l’a emporté avec 52,89 des voix[28].
- Maroc : les élections parlementaires se sont déroulées le 7 septembre 2007. Le parti nationaliste de Istiqlal est arrivé en tête suivi par le parti islamiste du PJD. Le 19 septembre, le roi Mohammed VI a nommé Abbas El Fassi premier ministre du Maroc.
- Nigeria : les élections régionales du 14 avril et les élections présidentielle et législatives du 21 avril se sont déroulés dans un climat de violence faisant au moins 200 morts selon l’Union européenne». Umaru Yar'adua a été déclaré élu[29].
- République démocratique du Congo : les élections sénatoriales ont eu lieu le 19 janvier 2007. Parmi les élus figurent Jean-Pierre Bemba, ancien vice-président et candidat à l’élection présidentielle, Abdoulaye Yerodia Ndombasi, ancien vice-président, Léon Kengo Wa Dondo, ancien Premier ministre, Mgr Pierre Marini Bodho, président du Sénat de transition[30].
- Sénégal :
  - L'élection présidentielle s'est déroulée le 25 février 2007. Le président sortant Abdoulaye Wade a été réélu au premier tour.
  - Des élections législatives devaient avoir lieu le 25 février 2007. Mais, à la suite de l’annulation d’un décret présidentiel sur la répartition des députés par le Conseil d’État, elles sont reportées au 3 juin. Boycottées par les principaux partis de l’opposition, elles ont été remportées par la coalition présidentielle SOPI 2007.
- Seychelles : les élections législatives se sont déroulées du 10 au 12 mai 2007 et ont été remportées par le parti au pouvoir, le Front progressiste populaire des Seychelles (FPPS).
- Sierra Leone : des élections législatives et présidentielle ont été organisées le 11 août 2007. Les élections législatives ont été remportées par l'opposition. Au premier tour de l'élection présidentielle, Ernest Bai Koroma du Congrès de tout le peuple (APC), est arrivé en tête avec 44,3 % des voix devant le vice-président sortant, Solomon Berewa qui obtient 38,3 %. Le 8 septembre, Ernest Bai Koroma a remporté le second tour de l’élection présidentielle avec 54,6 % des voix[31].
- Togo : les élections législatives se sont déroulées dans le calme le 15 octobre 2007[32]. Le Rassemblement du peuple togolais conserve la majorité des sièges.

### Gouvernements
- Côte d'Ivoire : formation du Gouvernement Soro I le 7 avril.
- Mali : formation du Gouvernement Sidibé I le 3 octobre.

## Conflits et guerres civiles

### Darfour
- Radhika Coomaraswamy, représentante spéciale des Nations unies pour les enfants dans les conflits armés a terminé une tournée au Soudan et affirmé que le nombre d’enfants soldats continuent à augmenter[33].
- Dans un rapport publié à Genève, la mission spéciale du Conseil des droits de l'homme des Nations unies sur la situation dans la région soudanaise du Darfour conclut que « les crimes de guerre et les crimes contre l'humanité continuent dans la région », accusant le gouvernement d’avoir lui-même orchestré et participé à ces crimes. La mission, présidée par Jody Williams, avait enquêté pendant un mois en dehors du pays, le gouvernement soudanais ne lui accordant pas l’autorisation d’enquêter à l’intérieur du pays[34]
- Une conférence internationale sur le Darfour a été organisé le 25 juin à Paris par la France en présence des principales puissances de la communauté internationale, dont la Chine et les États-Unis, chacune affirmant vouloir redoubler d’efforts pour mettre un terme à la guerre civile. L’Union africaine, qui n’avait pas été concerté pour cette initiative menée par le ministre français des Affaires étrangères, Bernard Kouchner, a boycotté cette conférence[35].
- Une conférence internationale sur le Darfour s'est tenu le 16 juillet à Tripoli avec des représentants des Nations unies, de l'Union africaine et de15 pays, dont les cinq pays membres permanents du Conseil de sécurité, le Soudan, la Libye, le Tchad, l'Égypte et l'Érythrée. La conférence s'est terminé par un appel à poursuivre le processus de paix dans lequel l'Union africaine et l'ONU jouent un rôle principal. Aucun des groupes rebelles du Darfour n'a participé à la conférence. Les participants ont annoncé qu'une rencontre avec les groupes rebelles non signataires de l'accord de paix de mai 2006 aurait lieu Arusha (Tanzanie) du 3 au 5 août prochains pour fixer la date et le lieu pour des négociations entre gouvernement et rebelles[36]. Le 6 juillet, Le Front uni pour la libération et le développement a été créé par 5 factions rebelles du Darfour: deux tendances rivales de l'Armée de libération du Soudan, les Forces du Front démocratique révolutionnaire, le Mouvement national pour la réforme et le développement et l'Alliance démocratique fédérale du Soudan, en vue des prochaines négociations sur le règlement du conflit[37].
- Le Conseil de sécurité des Nations unies a adopté à l'unanimité la résolution 1769 qui autorise le déploiement d'une force hybride ONU/Union africaine au Darfour. Cette force, d'un coût estimé à 2 milliards de dollars, dénommée Unamid, sera constituée d'environ 26 000 soldats et policiers[38]. Le gouvernement soudanais a déclaré le 1er août approuver cette résolution[39].

## Environnement
- Marée noire au Cameroun : Des tonnes de pétrole brut, échappé du terminal du pipe-line Tchad-Cameroun, se déversent dans la mer à Ebome, une localité située à 6 km de la ville de Kribi, au sud du Cameroun, depuis le 16 janvier, faisant craindre une marée noire menaçant les poissons et les pécheurs[40]

## Catastrophes naturelles et humaines
- Madagascar : Un cyclone tropical baptisé Indlala a frappé le nord du pays entre le 15 et le 17 mars faisant 88 morts et 137 605 sinistrés. Le cyclone a endommagé 93 bâtiments administratifs, 35 écoles, 43 hôpitaux et 36 ponts ont été, et détruit 36 501 hectares de culture.

## Santé
- Unitaid : Au cours du sommet Afrique-France qui s’est tenu à Cannes du 15 au 16 février 2007, 18 pays africains (Afrique du Sud, Bénin, Burkina Faso, Cameroun, République du Congo, Côte d'Ivoire, Gabon, Liberia, Madagascar, Mali, Maroc, Maurice, Namibie, Niger, République centrafricaine, Sénégal, Sao Tomé-et-Principe et Togo) ont adhéré à l’initiative Unitaid, visant à fournir des médicaments à prix bas contre le Sida, le paludisme et la tuberculose[41].
- Le bureau régional de l'Organisation mondiale de la santé (OMS) pour l'Afrique a tenu sa 57e session à Brazzaville. Pour la période 2008/2009, il a fixé son budget-programme à 1 milliard 100 millions de dollars en donnant la priorité aux maladies dites prioritaires, le VIH/SIDA, la tuberculose, le paludisme, le choléra, l’onchocercose (cécité des rivières) et le diabète[42].

### Choléra
- République du Congo : une épidémie de choléra s’est déclaré à Pointe-Noire en janvier et s’est répandue jusqu’à Brazzaville. Le 7 février, 3 290 cas ont été recensés, causant la mort de 65 personnes[43]. L’Unicef comptabilise 82 morts au 14 février[44].
- Angola : L’épidémie de choléra qui s’est déclaré dans la province de Huambo en novembre 2006 a pris fin en juin 2007. Cette épidémie a touché 866 personnes et fait 43 morts[45].
- Sénégal : une épidémie de Choléra sévit depuis le 3 août. Six régions (Diourbel, Fatick, Thiès, Dakar, Saint-Louis et Louga) sont touchées et 1 168 cas ont été recensés, dont 4 mortels[46].

### Chikungunya
- Gabon : une épidémie de chikungunya a lieu au Gabon[47].

### Fièvre jaune
- L'Organisation mondiale de la santé (OMS) a présenté une campagne pour vacciner contre la fièvre jaune près de 48 millions de personnes en quatre ans dans 12 pays africains: le Bénin, le Burkina Faso, le Cameroun, la Côte d'Ivoire, le Ghana, la Guinée, le Liberia, le Mali, le Nigeria, le Sénégal, la Sierra Leone et le Togo. Cette campagne sera financée à hauteur de 58 millions de dollars par l'Alliance mondiale pour les vaccins et la vaccination (GAVI Alliance)[48].

### Fièvre hémorragique Ebola
- Ouganda : Une épidémie due à une nouvelle souche du virus de la fièvre hémorragique Ebola, qui s'est propagée dans trois zones du district de Bundibugyo, dans l’ouest du pays. Au 2 décembre, 61 cas ont été recensés dont 18 mortels[49]. Un bilan des autorités locales le 13 décembre 2007 fait état de 34 décès. 116 personnes ont contracté la maladie[50].
- République démocratique du Congo : Une épidémie de Fièvre Ebola a sévi d’avril à octobre au Kasaï-Occidental, une province au centre du pays. 264 cas suspects ont été enregistrés dont 26 confirmés. Les autorités sanitaires ont enregistré 187 décès[51].

### Grippe aviaire
- Nigeria : Un premier cas de décès humain a été enregistré au Nigeria le 17 janvier à Lagos[52].
- Ghana : deux foyers de grippe aviaire ont été découverts, le premier début mai près de Tema, dans l’est, le second à Sunyani, dans le nord du pays[53].
- Bénin : Le virus H5N1 a été découvert dans deux foyers à Adjarra (près de la capitale, Porto-Novo) et à Cotonou, le 7 décembre[54].

### Méningite
- Burkina Faso: une épidémie de méningite cérébro-spinale sévit depuis le début de l’année. Au 18 avril, 24 633 cas ont été recensés causant la mort de 1 625 personnes selon un bilan officiel annoncé par le ministère de la santé. Les autorités ont entrepris une vaste campagne de vaccination pour tenter d’enrayer l’épidémie[55]. le Burkina Faso avait lancé un appel à la communauté internationale afin d'obtenir une aide de 800 millions de francs CFA pour l'achat de vaccins[56].

### Paludisme
- Mali : le professeur malien Ogobara Doumbo, directeur du Centre de recherche et de formation sur le paludisme, a reçu le 13 juin 2007 le Prix Christophe Merieux[57].

### Sida
- Cameroun: Le gouvernement a décidé le 19 avril 2007 de rendre gratuits les antirétroviraux pour les personnes vivant avec le Vih/Sida. Cette mesure, qui devrait toucher en 2007, 43 000 personnes, est effectivement entrée en vigueur le 2 mai[58].
- Afrique : Dans un rapport de juin 2007 portant sur le bilan du Programme plurinational de lutte contre le sida pour l'Afrique (MAP) 2000-2006, la Banque mondiale note que l’épidémie de Sida commence à ralentir en Ouganda, au Kenya et au Zimbabwe et dans les régions urbaines d'Éthiopie, du Rwanda, du Burundi, du Malawi et de la Zambie. Le rapport précise que l’année passée, 25 millions d’Africains sont séropositifs et 2 millions en sont décédés[59].

### Tuberculose
- Dans un rapport publié par Forum for Collaborative HIV Research (Washington - États-Unis), la coépidémie mortelle VIH/tuberculose se propage rapidement en Afrique subsaharienne où la moitié des nouveaux cas de tuberculose sont associés au VIH. Le taux de mortalité des personnes atteintes du VIH et de la tuberculose est cinq fois supérieure a ceux atteint de la seule tuberculose. Les auteurs du rapport appellent à des mesures urgentes comme le développement de tests de diagnostic rapides de la tuberculose résistante chez l'adulte et l'enfant VIH positifs[60]

## Éducation
- Ouganda : À partir de la rentrée de février 2007, les élèves ayant réussi l’examen de fin de cycle primaire pourront accéder gratuitement au secondaire grâce à la mise en place de l’enseignement secondaire universel[61].
- Une conférence internationale sur la suppression des frais scolaires, coorganisée par l'Association pour le développement de l'éducation en Afrique (ADEA), l'UNICEF et la Banque mondiale a réuni du 19 au 22 juin à Bamako 23 délégations, certaines conduites par des ministres. Les participants ont adopté une déclaration, dite déclaration de Bamako, plaidant pour que chaque enfant « soit scolarisé indépendamment de la capacité financière des familles ». Elle reconnaît que chaque pays, confrontés à des réalités et des défis différents, doit « trouver des solutions propres, adaptées à ses réalités »[62].
  - Dina Craissati, un des responsables de l’Unicef estime que si l’Afrique subsaharienne veut atteindre les objectifs de l’Éducation pour tous (EPT) d’ici 2015, il faudra multiplier par trois le nombre d’enfants ayant accès à l’école[63].

## Droits de l'enfant
- Journée de l’enfant africain : la Journée de l’enfant africain a été célébrée le 16 juin sur tout le continent. Le thème de cette année était la lutte contre le trafic des enfants.
- Enfants migrants : L’Ong Human Rights Watch (HRW) a publié le 26 juillet un rapport intitulé Unwelcome Responsibilities: Spain’s Failure to Protect the Rights of Unaccompanied Migrant Children in the Canary Islands (Responsabilités fâcheuses : L’incapacité de l’Espagne à protéger les droits des enfants migrants non accompagnés dans les îles Canaries) où elle dénonce les conditions de détention des enfants migrants africains arrivés clandestinement aux îles Canaries. Entre 400 et 500 enfants sont détenus dans des centres d’accueil surpeuplés, avec des conditions d’hygiènes déplorables. ils sont sous-alimentés et subissent des mauvais traitements et des harcèlements sexuels[64].
- Trafic d'enfants : L’ONG française L'Arche de Zoé a tenté de transférer en France 103 enfants soudanais ou tchadien de moins de 10 ans sous couvert d’une opération humanitaire pour des enfants orphelins qui auraient dû être confiés à des familles d’accueil. Les autorités tchadiennes ont stoppé cette opération le 25 octobre et arrêté six membres de l’organisation à l’aéroport d’Abéché au moment de l’embarquement. L’Arche de Noé, qui se faisait appelé Children rescue sur place aurait caché les véritables motivations de cette opération. Les autorités française et les autres ONG présentent sur place ont condamné cette opération[65]. Le président Tchadien, Idriss Déby évoquant un trafic d’enfants, a promis des poursuites judiciaires contre les membres de l’organisation qui encourent jusqu’au 20 ans de travaux forcés. Trois journalistes français, un pilote d’avion belge et sept hôtesses de l’air espagnols ont également été interpellées, ainsi qu’un sous-préfet et un chef de quartier tchadiens. Les membres de l’association et les journalistes ont été inculpés d’enlèvement d’enfants et d’escroquerie, les personnels espagnols et les deux tchadiens de complicités. Ils ont tous été transférés à N'Djamena à la suite du dessaisissement de la juridiction d'Abéché au profit de celle de N'Djamena par la Cour suprême[65]. Selon une enquête menée par le Haut Commissariat aux réfugiés (HCR), l’UNICEF et le Comité international de la Croix-Rouge, au moins 91 enfants ne seraient pas orphelins[66].

### Enfants soldats
- Une conférence internationale sur les enfants soldats s’est tenu à Paris le 6 février.
  - Burundi : Françoise Ngendahayo, ministre burundais de la Solidarité nationale et des Droits de la personne humaine, que le Burundi envisagé « dans ce vaste mouvement de promotion des droits de l'homme de procéder à la libération des enfants-soldats encore détenus » dans les prisons[67].
  - Bénin : En marge de ce sommet, Mariam Aladji Boni Diallo, ministre béninoise des Affaires étrangères, souhaite mobiliser la communauté internationale, et particulièrement la Communauté économique des États de l'Afrique de l'Ouest (CEDEAO) sur la gravité des enfants soldats et a réaffirmé son pays souhaitait que l’enrôlement des enfants devienne un crime contre l’humanité[68].
- Tchad: Le gouvernement a signé le 9 mai un accord avec l'Unicef prévoyant la protection et la démobilisation des enfants enrôlés dans l'armée nationale tchadienne. En signant cet accord, le gouvernement reconnaît pour la première fois la présence d'enfants dans les rangs de l'armée[69].
- Centrafrique: Les anciens rebelles de l'Union des forces démocratiques pour le rassemblement (UFDR), qui ont signé un accord de paix avec le gouvernement centrafricain le 13 avril, ont indiqué le 21 mai à l'Agence France-Presse (Afp) avoir accepté la démobilisation de plus de 400 enfants soldats âgés de 13 à 17 ans[70].
- République démocratique du Congo : Selon la Mission de l'Organisation des Nations unies en République démocratique du Congo (Monuc), la milice dirigée par Laurent Nkunda enrôlerait de force de nouveaux enfants soldats. Ces enfants, souvent âgés de moins de 12 ans, sont recrutés dans les écoles primaires et secondaires et sur les marchés. D’après la Coalition pour mettre fin à l’utilisation des enfants-soldats, des enfants seraient battus à mort afin de semer la terreur chez les autres et les filles seraient systématiquement violées[71]. La MONUC condamne, dans un communiqué du 14 décembre 2007, la présence de centaines d’enfants soldats, filles et garçons, dans le conflit au Nord-Kivu. Ces enfants sont recrutés de forces dans les écoles par les groupes armées, principalement par le Congrès national pour la défense du peuple (CNDP) et les Forces démocratiques de libération du Rwanda (FDLR), depuis la reprise des combats en août 2007. Les enfants deviennent des combattants ou sont utilisés pour des tâches logistiques ou comme esclaves sexuels[72].

## Droits de l'homme
- Union interafricaine des droits de l'homme : Le président de l’Association malienne des droits de l'homme, l’avocat malien Bréhima Koné, a été élu président de l’Union interafricaine des droits de l'homme à l’issue du congrès tenu à Ouagadougou les 17 et 18 mars 2007[73]..
- Mauritanie: L'Assemblée nationale a adopté le 8 août 2007 à l'unanimité une loi criminalisant l'esclavage avec une peine de 10 ans de prison. L'esclavage a été officiellement aboli en 1981 mais est toujours pratiqué[74]
- Mali : Le conseil des ministres a adopté le 17 octobre un projet de loi portant abolition de la peine de mort[75].

## Sport
- Jeux africains : les 9e jeux africains se sont déroulés à Alger en juillet 2007. L’Égypte est arrivée en tête en nombre de médailles d’or (74) devant l’Algérie (70) et L’Afrique du Sud (61). Pendant deux semaines, 6 000 athlètes se sont rencontrées dans 27 disciplines[76].

### Athlétisme
- Semi-marathon international de Dakar : Le Nigérien Kabirou Dan Malan a remporté la 7e édition du semi-marathon international de Dakar organisé par la Fédération sénégalaise d'athlétisme (FSA). Il a parcouru les 21 km en 1h 08 minutes et 56 secondes devançant le Sénégalais Cheikh Ndiaye (1 heure 10 minutes 37 secondes) et le Tchadien Abdel Kerim (1h 11 minutes 10 secondes)[77].
- Tournoi de la solidarité: La 15e édition du Tournoi de la solidarité s'est déroulé à Ouagadougou du 25 au 27 mai 2007. Des athlètes de 6 pays (Mali, Burkina Faso, Bénin, Togo, Niger et Côte d'Ivoire) ont participé à ce tournoi dont l'objectif est d'améliorer le niveau de l'athlétisme en Afrique de l'Ouest[78].
- Marathon international de Nairobi : la 5e édition du Marathon international de Nairobi s’est tenue dans la capitale kenyane et a été remporté par le Kényan John Njoroge Thuita avec un chrono de 2 h 15 min 50 s[79].

### Basket-ball
- Championnat d'Afrique de basket-ball masculin : La 24 e éditions du Championnat d'Afrique de basket-ball masculin « afrobasket 2007 » a été organisée en Angola du 15 au 25 août 2007. Équipe d'Angola de basket-ball a remporté la compétition devant le Cameroun et le Cap-Vert[80]
- Championnat d'Afrique de basket-ball féminin : la 20e éditions du Championnat d'Afrique de basket-ball féminin s’est déroulée à Dakar[81]. L’équipe du Mali de basket-ball féminin a remporté la coupe en battant l'équipe sénégalaise 64 à 56[82].

### Cyclisme
- Course cycliste internationale Tropicale Amissa Bongo : Le Français Frédéric Guesdon a emporté la deuxième édition de la course cycliste organisée au Gabon du 16 au 21 janvier.
- Tour du Cameroun : la 5 édition a été remportée par le Français Flavien Chipault[83].
- Tour cycliste international du Togo : La 16e édition de la course cycliste a été remportée le 22 avril 2007 par le Burkinabé Idrissa Ouedraogo[84].
- Boucle du coton : La 3e édition de la course cycliste internationale "Boucle du coton" s'est déroulée du 14 au 20 mai prochain au Burkina Faso. Elle a été remportée par le Burkinabè Saïdou Rouamba. La course, longue de 798 km, est divisée en 7 étapes[85]. Cette course est dénoncée par L'Union nationale des producteurs du Burkina (UNPCB) qui la considère "aberrante" au moment où les producteurs de coton sont confrontés à de multiples difficultés[86].
- Tour du Faso : La 21e édition du Tour du Faso s'est déroulée du 26 octobre au novembre 2007. Cette course cycliste qui comporte 10 étapes sur un parcours de 1 284 kilomètres. Quinze équipes provenant du Burkina Faso, du Bénin, du Cameroun, de la Côte d'Ivoire, du Mali, du Maroc et du Togo ainsi que de la France, de la Belgique et des Pays-Bas[87]. Le marocain Adil Jelloul a remporté cette édition.
- Tour cycliste de Guinée : La 7e édition du Tour cycliste de Guinée se déroule du 12 au 23 décembre 2007. Une cinquantaine de coureurs guinéens, maliens, camerounais, Sierra léonais, libériens et français prennent part au départ donné à Siguiri et parcourent 2 200 km en passant par Kankan, Kouroussa, Mamou, Labé, Pita (Guinée), Dalaba, Kindia, Coyah et Conakry[88].

### Football
- Coupe d'Afrique des nations junior : La 15e édition de la Coupe d'Afrique des nations junior s'est déroulée en République du Congo du 20 janvier au 4 février 2007[89]. elle a été remportée par le Congo
- Coupe d'Afrique des nations des moins de 17 ans : la 7e édition s'est déroulée au Togo du 10 au 25 mars 2007 et a été remportée par le Nigeria.
- Coupe Amílcar Cabral : Le Mali a remporté le 10 décembre la 19e édition de la coupe Coupe Amílcar Cabral en battant en finale le Cap-Vert 2-1[90].

## Culture

### Photographie
- Mali : Malick Sidibé a reçu le 10 juin, lors de l’ouverture de la 52e Biennale d’art contemporain de Venise, le Lion d’or pour l’ensemble de sa carrière[91].
- Rencontres africaines de la photographie : La 7e édition des Rencontres africaines de la photographie auront lieu du 24 novembre au 23 décembre 2007 autour du thème « Dans la ville et au-delà ».

### Festivals
- Mali :
  - L’édition 2007 du Festival au désert s’est déroulé du 11 au 13 janvier à Essakane avec des artistes maliens (Tinariwen, Habib Koité, Afel Bocoum, Salif Keïta, Oumou Sangaré, Toumani Diabaté, Baba Salah et Bassekou Kouyaté) et mauritaniens, sénégalais, burkinabé, ivoirien, guinéen, marocain et algérien. Un hommage a été rendu à Ali Farka Touré, décédé l’an dernier[92].
  - La 3e édition du Festival sur le fleuve Niger a eu lieu à Ségou du 1er au 4 février 2007[93].
  - La 7e édition du Festival des arts et cultures songhay s’est tenu du 9 au 12 février 2007 à Gao[94].
  - Triangle du balafon : la 4e édition du festival Triangle du balafon s’est ouverte le 2 novembre à Sikasso, avec des artistes ivoiriens, burkinabè et maliens[95]..
- Sénégal: La 15e édition du Festival international de Jazz de Saint-Louis s'est tenu du 24 au 27 mai 2007[96].

## Économie
- Coton : Une réunion de l’organisation mondiale du commerce organisée à Genève les 15 et 16 mars n’ont pas permis aux pays africains producteurs de coton, notamment le Bénin, le Burkina Faso, le Mali et le Tchad, d’obtenir satisfaction. Ils réclament depuis 2003 la suppression des subventions à l’exportation et la baisse des aides directes accordées par certains pays, notamment les États-Unis, à leurs producteurs, faussant ainsi les prix du coton et entraînant une baisse importante des revenus des paysans africains[97].
- Croissance économique : La Banque africaine de développement et l’Organisation pour la coopération et le développement économique (OCDE) ont publié le 13 mai 2007 un rapport où ils annoncent que le produit intérieur brut (PIB) de l'Afrique devrait augmenter de 5,9 % en 2007 et de 5,7 % en 2008[98].